# Kiarov
Kiarov este o comună slovacă, aflată în districtul Veľký Krtíš din regiunea Banská Bystrica. Localitatea se află la altitudinea de 182 m deasupra n.m., se întinde pe o suprafață de 9 km2 și în 2017 număra 290 de locuitori.

## Istoric
Localitatea Kiarov este atestată documentar din 1271.

## Demografie
| An:                | 1994 | 2004   | 2014   | 2024    |
| ------------------ | ---- | ------ | ------ | ------- |
| Număr de persoane: | 350  | 320    | 317    | 255     |
| Diferență:         |      | −8,57% | −0,93% | −19,55% |

| An:                | 2023 | 2024   |
| ------------------ | ---- | ------ |
| Număr de persoane: | 257  | 255    |
| Diferență:         |      | −0,77% |